# Marae

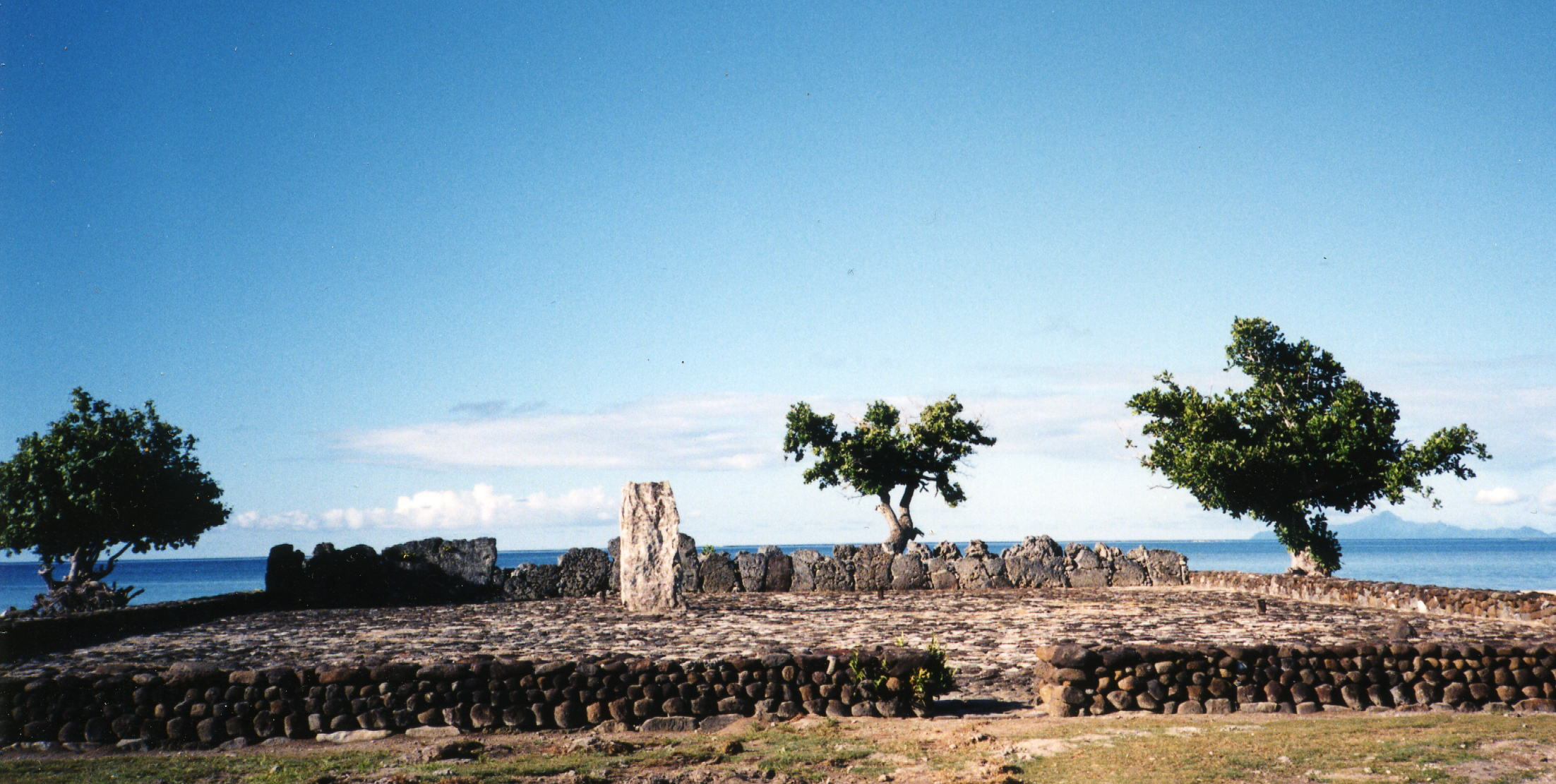
Taputapuātea, um marae antigo em Ra'iātea nas Arquipélago da Sociedade, restaurado em 1994.

Um marae (em Māori neozelandês e das Ilhas Cook, e taitiano) malaʻe (em tonganês), malae (em samoano e havaiano), é um local sagrado que serve para propósitos tanto religiosos como sociais nas sociedades polinésias pré-cristãs. Em todos estes idiomas, a palavra também significa "desobstruído, livre de ervas-daninhas, árvores, etc." Geralmente consiste em uma área de terra aberta aproximadamente retangular (o próprio marae), e suas fronteiras com pedras ou postes de madeira (chamados au em taitiano e Māori das Ilhas Cook) talvez com terraços (paepae) os quais foram usados em tempos antigos para propósitos cerimoniais; e com uma pedra central ahu ou a'u (por vezes, como no ahu da cultura Rapanui na Ilha de Páscoa, "ahu" se torna um sinônimo para todo o complexo de marae).